# Književnost u 1602.
◄◄ | ◄ | 1599. | 1600. | 1601. | 1602.  | 1603. | 1604. | 1605. | ► | ►►
Arhitektura • Astronomija • Glazba • Kazalište • Kiparstvo • Knjige • Književnost • Kršćanstvo • Medicina • Politika • Pravo • Promet • Slikarstvo • Znanost
Književnost u 1602.

## Svijet

### Književna djela
- Hamlet Williama Shakespearea

## Vanjske poveznice
|  | Zajednički poslužitelj ima još gradiva o temi Književnost u 1602. |